# Esenler (métro d'Istanbul)
Pour les articles homonymes, voir Esenler.
Esenler est une station de la ligne M1 du métro d'Istanbul. Elle est située dans le quartier d'Yavuz Selim du district d'Esenler éponyme.
La station entre en service le 18 décembre 1989 comme terminus provisoire du prolongement de la branche M1B depuis Kocatepe sans station intermédiaire. La station Otogar, inaugurée le 31 janvier 1994 sur ce prolongement sert de bifurcation des branches M1A et M1B de la ligne M1.